# أطيشيات
الأطيشيات (الاسم العلمي: Suliformes) هي رتبة مقترحة من قبل المجلس العالمي لعلماء الطيور. والأدلة التقليدية تبين أنها تنحدر من البجعيات، وتم اقتراح تقسيم المجموعة لتعكس العلاقات التطورية الصحيحة.